# Élections législatives de 1993 dans les Vosges
Les élections législatives françaises de 1993 se déroulent les 21 et 28 mars 1993. Dans le département des Vosges, quatre députés sont à élire dans le cadre de quatre circonscriptions.

## Élus
| Circonscription | Député sortant    | Parti | Parti         | Député élu ou réélu | Parti | Parti         |
| --------------- | ----------------- | ----- | ------------- | ------------------- | ----- | ------------- |
| 1re             | Philippe Séguin   |       | RPR           | Philippe Séguin     |       | RPR           |
| 2e              | Christian Pierret |       | PS            | Gérard Cherpion     |       | app. RPR      |
| 3e              | Christian Spiller |       | Divers droite | François Vannson    |       | Divers droite |
| 4e              | Serge Beltrame    |       | PS            | Jean-Pierre Thomas  |       | UDF (PR)      |

## Positionnement des partis
Les candidats d'alliance RPR-UDF et divers droite se présentent sous la bannière de l'Union pour la France et ceux du Parti socialiste derrière l'Alliance des Français pour le Progrès. Par ailleurs, Les Verts et Génération écologie s'unissent sous l'étiquette Entente des écologistes.

## Résultats

### Résultats à l'échelle du département
| Parti          | Parti                                 | Premier tour | Premier tour | Second tour | Second tour | Sièges |
| Parti          | Parti                                 | Voix         | %            | Voix        | %           | Sièges |
| -------------- | ------------------------------------- | ------------ | ------------ | ----------- | ----------- | ------ |
|                | Rassemblement pour la République      | 43 225       | 23,85        | 25 050      | 19,10       | 2      |
|                | Divers droite                         | 30 247       | 16,69        | 41 095      | 31,33       | 1      |
|                | Union pour la démocratie française    | 13 470       | 7,43         | 21 106      | 16,09       | 1      |
|                | Union pour la France                  | 86 942       | 47,97        | 87 251      | 66,51       | 4      |
|                |                                       |              |              |             |             |        |
|                | Parti socialiste                      | 38 028       | 20,98        | 43 927      | 33,49       | 0      |
|                | Mouvement des radicaux de gauche      | 3 045        | 1,68         |             |             | 0      |
|                | Divers gauche (Maj. prés.)            | 656          | 0,36         | 0           |             |        |
|                | Alliance des Français pour le progrès | 41 729       | 23,03        | 43 927      | 33,49       | 0      |
|                |                                       |              |              |             |             |        |
|                | Les Verts                             | 7 156        | 3,95         |             |             | 0      |
|                | Génération écologie                   | 6 350        | 3,50         | 0           |             |        |
|                | Entente des écologistes               | 13 506       | 7,45         |             |             | 0      |
|                |                                       |              |              |             |             |        |
|                | Front national                        | 18 260       | 10,08        |             |             | 0      |
|                | Divers                                | 9 069        | 5,00         | 0           |             |        |
|                | Parti communiste français             | 7 659        | 4,23         | 0           |             |        |
|                | Extrême gauche dont LCR et PT         | 2 666        | 1,47         | 0           |             |        |
|                | Divers écologiste dont LT-LNÉ         | 1 399        | 0,77         | 0           |             |        |
|                |                                       |              |              |             |             |        |
| Inscrits       | Inscrits                              | 277 593      | 100,00       | 205 050     | 100,00      | 4      |
| Abstentions    | Abstentions                           | 83 431       | 30,06        | 59 448      | 28,99       |        |
| Votants        | Votants                               | 194 162      | 69,94        | 145 602     | 71,01       |        |
| Blancs et nuls | Blancs et nuls                        | 12 932       | 6,66         | 14 424      | 9,91        |        |
| Exprimés       | Exprimés                              | 181 230      | 93,34        | 131 178     | 90,09       |        |

### Résultats par circonscription

#### Première circonscription (Épinal)
|                | Philippe Séguin sortant réélu | RPR (UPF)      | 26 027 | 55,23  |  |  |  |
|                | Jean-Pierre Moinaux           | PS (ADFP)      | 6 479  | 13,75  |  |  |  |
|                | Bernard Freppel               | FN             | 4 633  | 9,83   |  |  |  |
|                | Dominique Andrès              | Les Verts (EÉ) | 4 392  | 9,32   |  |  |  |
|                | Joël Gérard                   | Divers         | 2 372  | 5,03   |  |  |  |
|                | Jean-Claude Augay             | PCF            | 1 878  | 3,99   |  |  |  |
|                | Henry Faron                   | PT             | 1 342  | 2,85   |  |  |  |
|                | Isabelle Perrot               | Divers         | 0      | 0      |  |  |  |
|                |                               |                |        |        |  |  |  |
| Inscrits       | Inscrits                      | Inscrits       | 72 731 | 100,00 |  |  |  |
| Abstentions    | Abstentions                   | Abstentions    | 22 273 | 30,62  |  |  |  |
| Votants        | Votants                       | Votants        | 50 458 | 69,38  |  |  |  |
| Blancs et nuls | Blancs et nuls                | Blancs et nuls | 3 335  | 6,61   |  |  |  |
| Exprimés       | Exprimés                      | Exprimés       | 47 123 | 93,39  |  |  |  |

#### Deuxième circonscription (Saint-Dié)
| Candidat       | Candidat                  | Parti                      | Premier tour | Premier tour | Second tour | Second tour |  |
| Candidat       | Candidat                  | Parti                      | Voix         | %            | Voix        | %           |  |
| -------------- | ------------------------- | -------------------------- | ------------ | ------------ | ----------- | ----------- |  |
|                | Gérard Cherpion élu       | app. RPR                   | 17 198       | 36,99        | 25 050      | 50,41       |  |
|                | Christian Pierret sortant | PS (ADFP)                  | 15 478       | 33,29        | 24 639      | 49,59       |  |
|                | Suzette Cassin            | FN                         | 4 410        | 9,48         |             |             |  |
|                | Christian Staphe          | PCF                        | 2 533        | 5,45         |             |             |  |
|                | Jean-Paul Deltour         | GÉ (EÉ)                    | 2 400        | 5,16         |             |             |  |
|                | Patrick Claude            | Divers                     | 1 904        | 4,09         |             |             |  |
|                | Fabienne Féry             | Divers écologiste          | 1 043        | 2,24         |             |             |  |
|                | Roger Fréchin             | Divers droite              | 874          | 1,88         |             |             |  |
|                | Marc Parmentelot          | Divers gauche (Maj. prés.) | 656          | 1,41         |             |             |  |
|                | Nathalie Clair            | Divers                     | 0            | 0            |             |             |  |
|                |                           |                            |              |              |             |             |  |
| Inscrits       | Inscrits                  | Inscrits                   | 71 686       | 100,00       | 71 688      | 100,00      |  |
| Abstentions    | Abstentions               | Abstentions                | 22 062       | 30,78        | 18 910      | 26,38       |  |
| Votants        | Votants                   | Votants                    | 49 624       | 69,22        | 52 778      | 73,62       |  |
| Blancs et nuls | Blancs et nuls            | Blancs et nuls             | 3 128        | 6,3          | 3 089       | 5,85        |  |
| Exprimés       | Exprimés                  | Exprimés                   | 46 496       | 93,7         | 49 689      | 94,15       |  |

#### Troisième circonscription (Remiremont)
| Candidat       | Candidat             | Parti               | Premier tour | Premier tour | Second tour | Second tour |  |
| Candidat       | Candidat             | Parti               | Voix         | %            | Voix        | %           |  |
| -------------- | -------------------- | ------------------- | ------------ | ------------ | ----------- | ----------- |  |
|                | François Vannson élu | Divers droite (UPF) | 15 214       | 36,24        | 23 238      | 54,64       |  |
|                | Guy Vaxelaire        | PS (ADFP)           | 10 850       | 25,85        | 19 288      | 45,36       |  |
|                | Jean-Yves Douissard  | FN                  | 5 199        | 12,38        |             |             |  |
|                | Étienne Géhin        | GÉ (EÉ)             | 3 950        | 9,41         |             |             |  |
|                | Jeannou Lacaze       | UDI                 | 2 568        | 6,12         |             |             |  |
|                | Francois Lehmann     | Divers              | 1 469        | 3,5          |             |             |  |
|                | Christian Biston     | PCF                 | 1 407        | 3,35         |             |             |  |
|                | Éric Defranould      | LCR                 | 876          | 2,09         |             |             |  |
|                | Raymond Fresse       | Extrême gauche      | 448          | 1,07         |             |             |  |
|                |                      |                     |              |              |             |             |  |
| Inscrits       | Inscrits             | Inscrits            | 64 554       | 100,00       | 64 752      | 100,00      |  |
| Abstentions    | Abstentions          | Abstentions         | 19 128       | 29,63        | 18 903      | 29,19       |  |
| Votants        | Votants              | Votants             | 45 426       | 70,37        | 45 849      | 70,81       |  |
| Blancs et nuls | Blancs et nuls       | Blancs et nuls      | 3 445        | 7,58         | 3 323       | 7,25        |  |
| Exprimés       | Exprimés             | Exprimés            | 41 981       | 92,42        | 42 526      | 92,75       |  |

#### Quatrième circonscription (Neufchâteau)
| Candidat       | Candidat               | Parti          | Premier tour | Premier tour | Second tour | Second tour |  |
| Candidat       | Candidat               | Parti          | Voix         | %            | Voix        | %           |  |
| -------------- | ---------------------- | -------------- | ------------ | ------------ | ----------- | ----------- |  |
|                | Jean-Pierre Thomas élu | UDF (PR)       | 13 470       | 29,52        | 21 106      | 54,17       |  |
|                | Jacques Cablé          | Divers droite  | 11 591       | 25,4         | 17 857      | 45,83       |  |
|                | Christian Franqueville | PS (ADFP)      | 5 221        | 11,44        |             |             |  |
|                | François Flamerion     | FN             | 4 018        | 8,81         |             |             |  |
|                | Jean-Francois Block    | Divers         | 3 324        | 7,28         |             |             |  |
|                | Francis Kihl           | MRG            | 3 045        | 6,67         |             |             |  |
|                | Jean-Claude Noirclère  | Les Verts (EÉ) | 2 764        | 6,06         |             |             |  |
|                | Michel Gérard          | PCF            | 1 841        | 4,03         |             |             |  |
|                | Éliane Jacquelin       | LT-LNÉ         | 356          | 0,78         |             |             |  |
|                |                        |                |              |              |             |             |  |
| Inscrits       | Inscrits               | Inscrits       | 68 622       | 100,00       | 68 610      | 100,00      |  |
| Abstentions    | Abstentions            | Abstentions    | 19 968       | 29,1         | 21 635      | 31,53       |  |
| Votants        | Votants                | Votants        | 48 654       | 70,9         | 46 975      | 68,47       |  |
| Blancs et nuls | Blancs et nuls         | Blancs et nuls | 3 024        | 6,22         | 8 012       | 17,06       |  |
| Exprimés       | Exprimés               | Exprimés       | 45 630       | 93,78        | 38 963      | 82,94       |  |